# سیارک ۲۶۵۴۴
سیارک ۲۶۵۴۴ (به انگلیسی: 26544 Ajjarapu، نامگذاری:2000DN37)۲۶۵۴۴مین سیارک کشف شده‌است که در ۲۹ فوریه ۲۰۰۰ کشف شد.